# Estação Alexandre Dumas
Alexandre Dumas é uma estação da linha 2 do Metrô de Paris, localizada no limite do 11.º e do 20.º arrondissements de Paris.

## Localização
A estação está situada sob o boulevard de Charonne no cruzamento com a rue de Charonne e a rue de Bagnolet.

## História
A estação abriu em 31 de janeiro de 1903 sob o nome de Bagnolet, em referência à rue de Bagnolet situada nas proximidades. Ela levou seu nome atual em 13 de setembro de 1970, a fim de evitar qualquer confusão com a nova estação Porte de Bagnolet da linha 3, aberta durante a extensão a leste até Gallieni em 2 de abril de 1971. A estação tem o nome da rue Alexandre-Dumas, situada a poucas centenas de metros ao sul da estação, rua batizada em homenagem ao escritor Alexandre Dumas, autor dos Três Mosqueteiros.  É também com referência a este livro que a RATP rebatizou humoristicamente esta estação "Les Trois Mousquetaires" ("Os Três Mosqueteiros") em 1 de abril de 2016 para fazer um dia da mentira no período do dia, como em outras doze estações.
Em 2011, 3 926 266 passageiros entraram nesta estação. Ela viu entrar 3 919 412 passageiros em 2013, o que a coloca na 127ª posição das estações de metrô por sua frequência.

## Serviços aos passageiros

### Acesso
A estação possui apenas um acesso que leva ao 111, boulevard de Charonne.

### Plataforma
Alexandre Dumas é uma estação de configuração padrão: ela possui duas plataformas laterais separadas pelas vias do metrô e a abóbada é elíptica. A decoração é do estilo utilizado pela maioria das estações de metrô: a faixa de iluminação é branca e arredondada no estilo "Gaudin" da "Renovação do Metrô" da década de 2000, e as telhas em cerâmica brancas biseladas recobrem os pés-direitos, a abóbada e o tímpano. Os quadros publicitários são metálicos e o nome da estação é em fonte Parisine em placa esmaltada. Os assentos são do estilo "Motte" de cor azul escura, substituindo os assentos amarelos do mesmo modelo.

### Intermodalidade
A estação é servida pela linha 76 da rede de ônibus RATP.

Galeria de fotografias
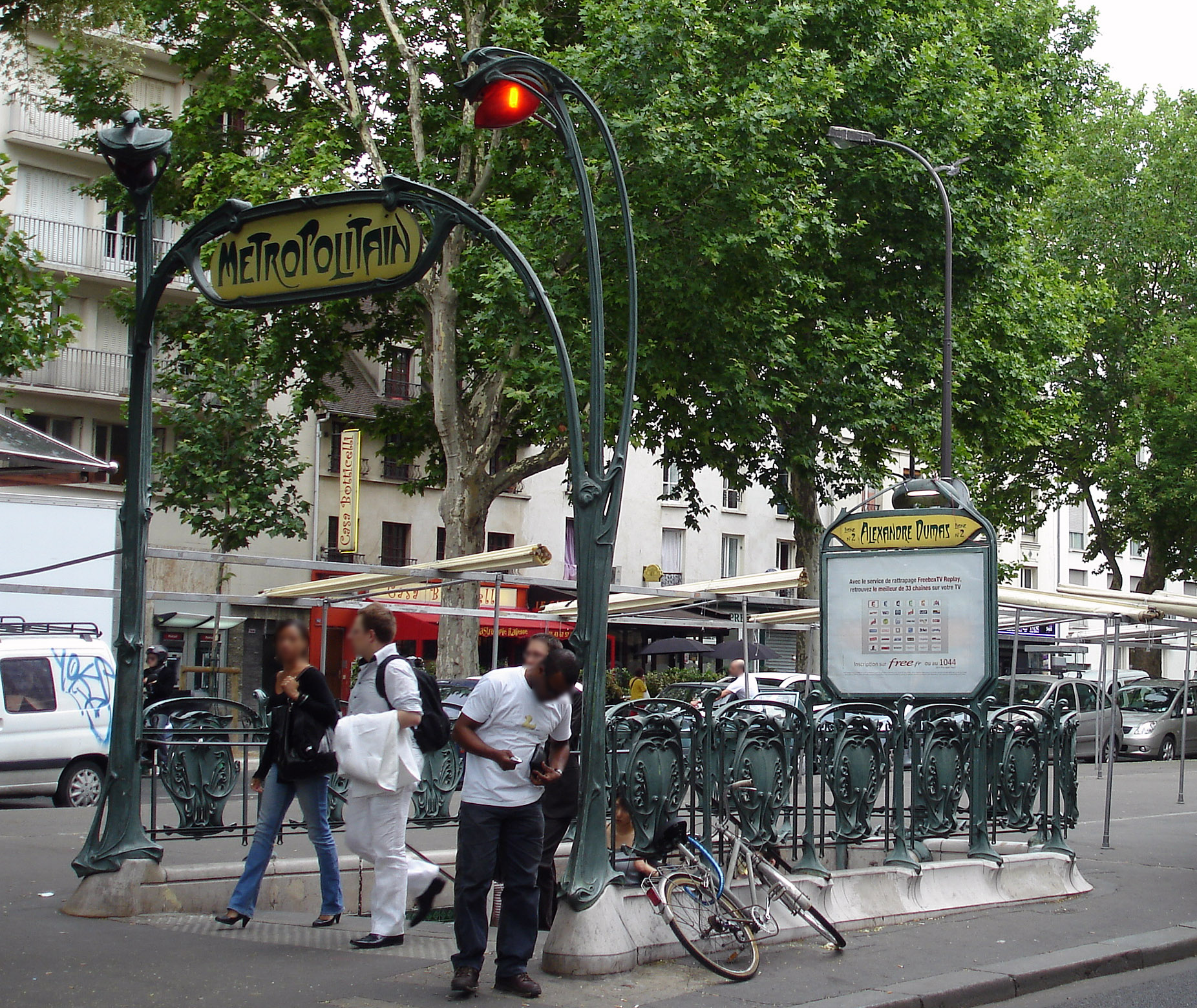
Entrada da estação, de estilo Guimard.
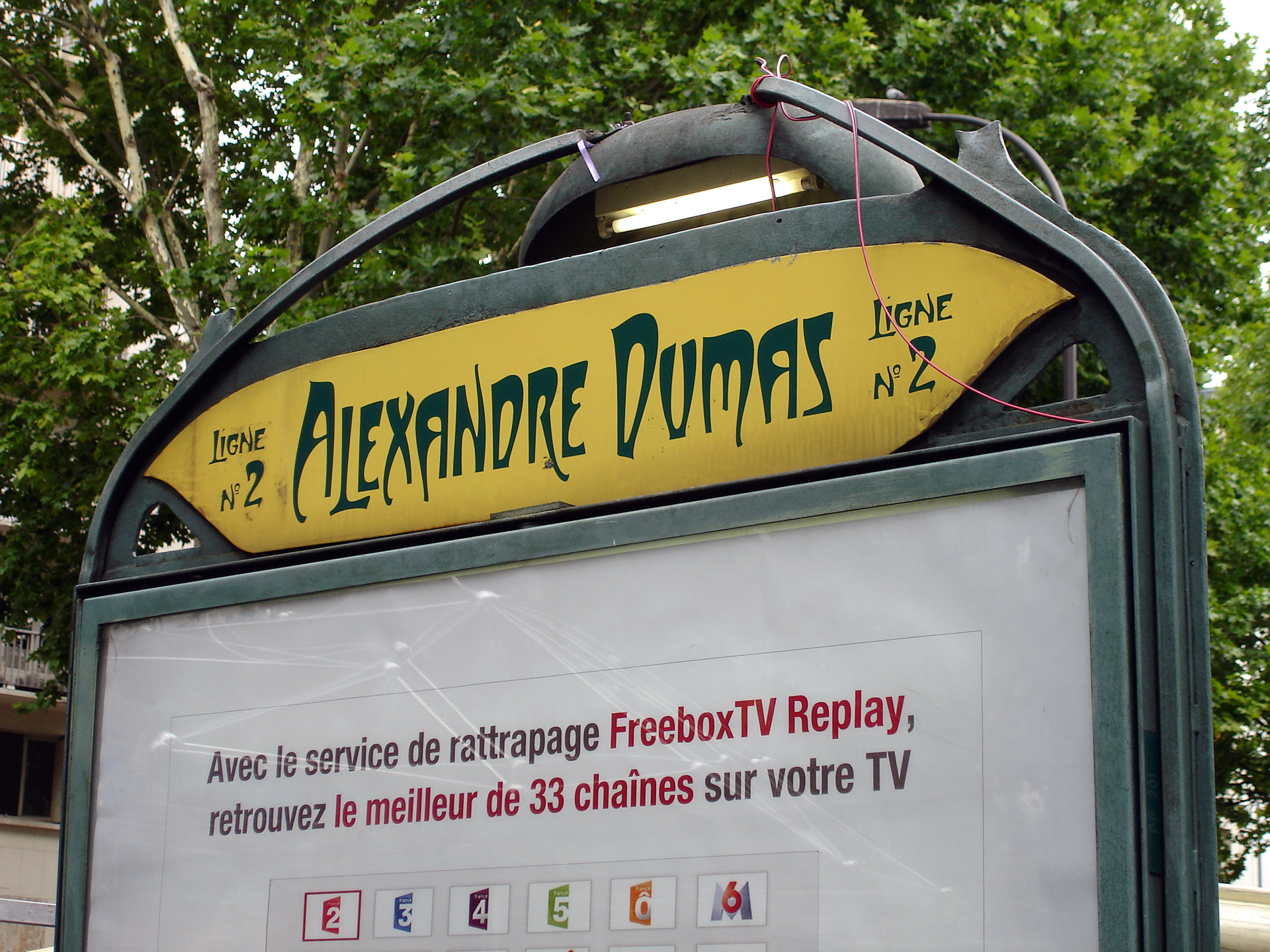
Detalhe do entourage de entrada.
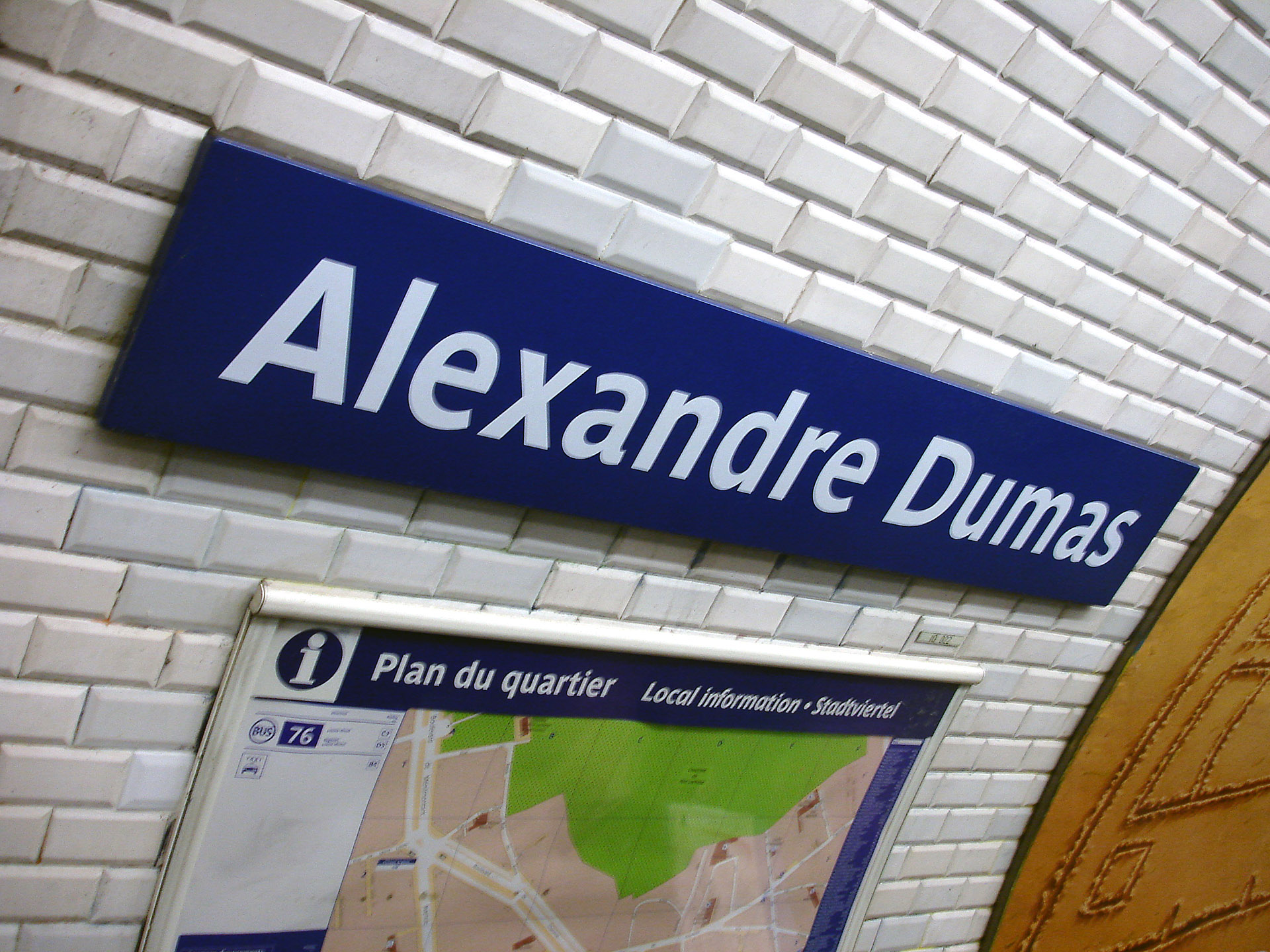
Placa indicando o nome da estação.